# Ernest Roy Davidson
Ernest Roy Davidson (Terre Haute, 12 de outubro de 1936) é um químico estadunidense.
Graduado pela Wiley High School, Terre Haute, e Instituto Politécnico Rose–Hulman. É professor de química na Universidade de Washington.
Seu nome é associado com a correção de Davidson e ao método da  "diagonalização de Davidson", que ele aplicou a métodos de interação de configurações. É autor de mais de 400 publicações, incluindo o livro Reduced Density Matrices in Quantum Chemistry, Academic Press, 1976.
Recebeu uma série de condecorações e prêmios. É membro da Academia Internacional de Ciências Moleculares Quânticas (1981), fellow da Associação Americana para o Avanço da Ciência (1985) e da Academia Nacional de Ciências dos Estados Unidos (1987). Laureado com a Medalha Nacional de Ciências (2001).